# Nozay (Loire-Atlantique)
Nozay (bretonisch: Nozieg) ist eine französische Gemeinde mit 4.280 Einwohnern (Stand: 1. Januar 2022) im Département Loire-Atlantique in der Region Pays de la Loire; sie gehört zum Arrondissement Châteaubriant-Ancenis und zum Guémené-Penfao. Die Einwohner werden Nozéens genannt.

## Geografie
Nozay liegt 45 Kilometer nördlich von Nantes. Umgeben wird Nozay von den Nachbargemeinden Jans im Norden, Treffieux im Nordosten, Abbaretz im Osten, Puceul im Süden, La Grigonnais im Südwesten, Vay im Westen sowie Marsac-sur-Don im Nordwesten.
An der nördlichen Gemeindegrenze verläuft der Fluss Don und sein Zufluss Sauzignac. Durch die Gemeinde führt die Route nationale 137 und die frühere Route nationale 771 (heutige D771).

## Geschichte
1830 ließ sich Jules Rieffel im Ort nieder und gründete die Landwirtschaftsschule École nationale d’agriculture de Grand-Jouan.

## Bevölkerungsentwicklung
| Jahr      | 1962 | 1968 | 1975 | 1982 | 1990 | 1999 | 2006 | 2017 |
| Einwohner | 3349 | 3242 | 3237 | 3158 | 3050 | 3156 | 3581 | 4150 |

## Sehenswürdigkeiten

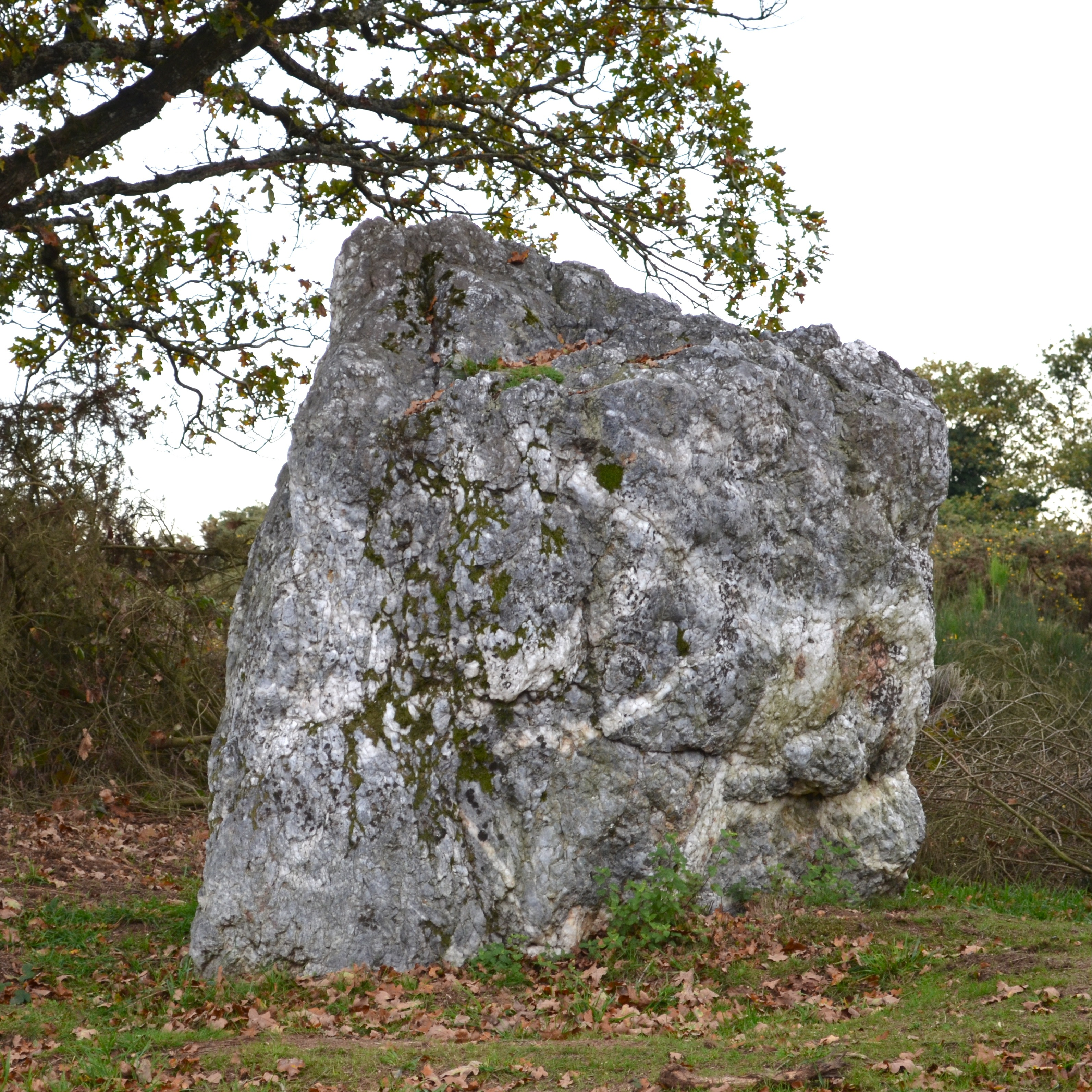
Menhir von Couëbrac

- Menhir von Couëbrac, neolithischen Ursprungs, Monument historique seit 1928
- Kirche Saint-Pierre-aux-Liens (auch: Kirche Saint-Saturnin) in Vieux-Bourg, seit 1989 Monument historique
- Schloss von Touche, seit 1988 Monument historique

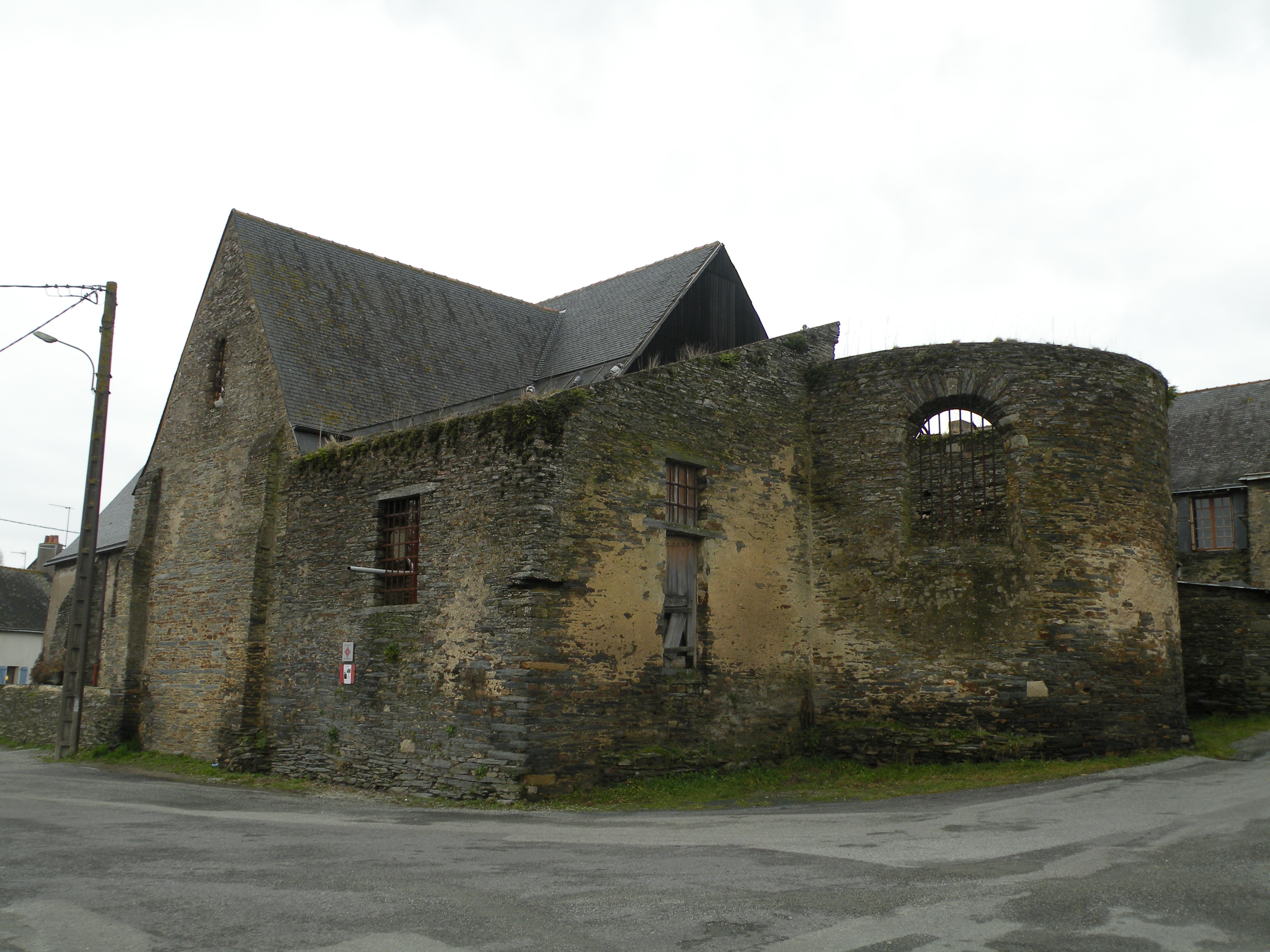
Kirche Saint-Pierre-aux-Liens

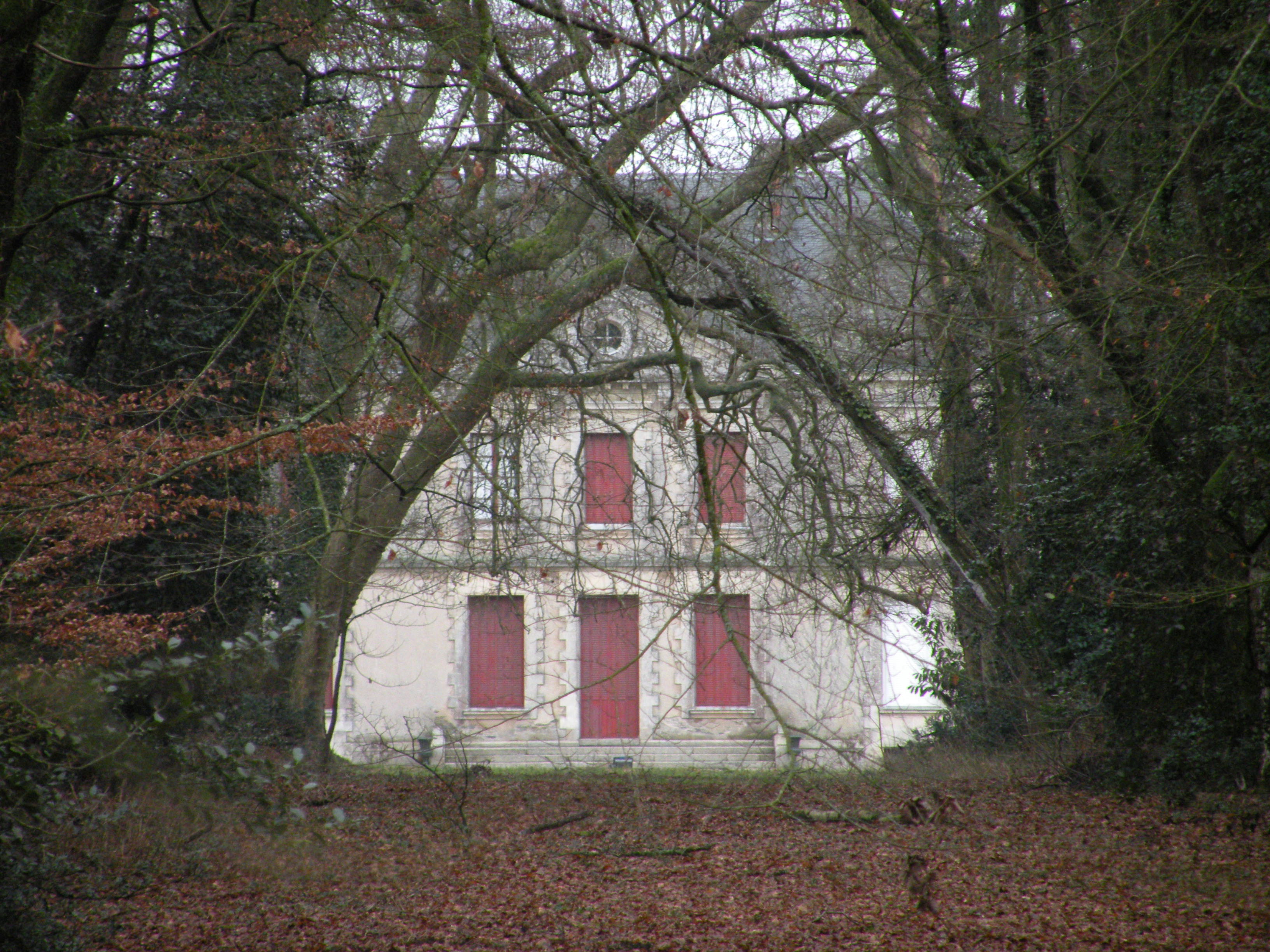
Schloss von Touche

## Gemeindepartnerschaft
Mit der britischen Gemeinde Broughton in Lincolnshire (England) besteht eine Partnerschaft.